# Dubei (sockenhuvudort i Kina, Hebei Sheng, lat 38,13, long 114,43)
Dubei är en sockenhuvudort i Kina. Den ligger i provinsen Hebei, i den norra delen av landet, omkring 260 kilometer sydväst om huvudstaden Peking. Antalet invånare är 26 455. Befolkningen består av 12 811 kvinnor och 13 644 män. Barn under 15 år utgör 12,0 %, vuxna 15-64 år 78 %, och äldre över 65 år 8,0 %.
Runt Dubei är det tätbefolkat, med 550 invånare per kvadratkilometer. Närmaste större samhälle är Shijiazhuang, 10,9 km söder om Dubei. Runt Dubei är det i huvudsak tätbebyggt.
Genomsnittlig årsnederbörd är 656 millimeter. Den regnigaste månaden är juli, med i genomsnitt 206 mm nederbörd, och den torraste är december, med 4 mm nederbörd.